# Das mongolische Goldene Buch

Mongolische Goldene Schrift, Bjambyn Rintschen 1956 in Ordos

Das mongolische Goldene Buch (Das heißt auch goldenes Buch Dschingis Khans, mongolisch ᠠᠯᠲᠠᠨ ᠪᠢᠴᠢᠭ) ist ein klassisches mongolisches geheimes Manuskript zum Tschingis-Khan-Kult (Zum Činggis-Qaɣan-Kult, Abk.TKK). Das Buch wurde auf blauem Papier mit goldener Schrift in Uigur-Mongolisch geschrieben, weshalb man es das mongolische Goldene Buch nennt.

## Versionen

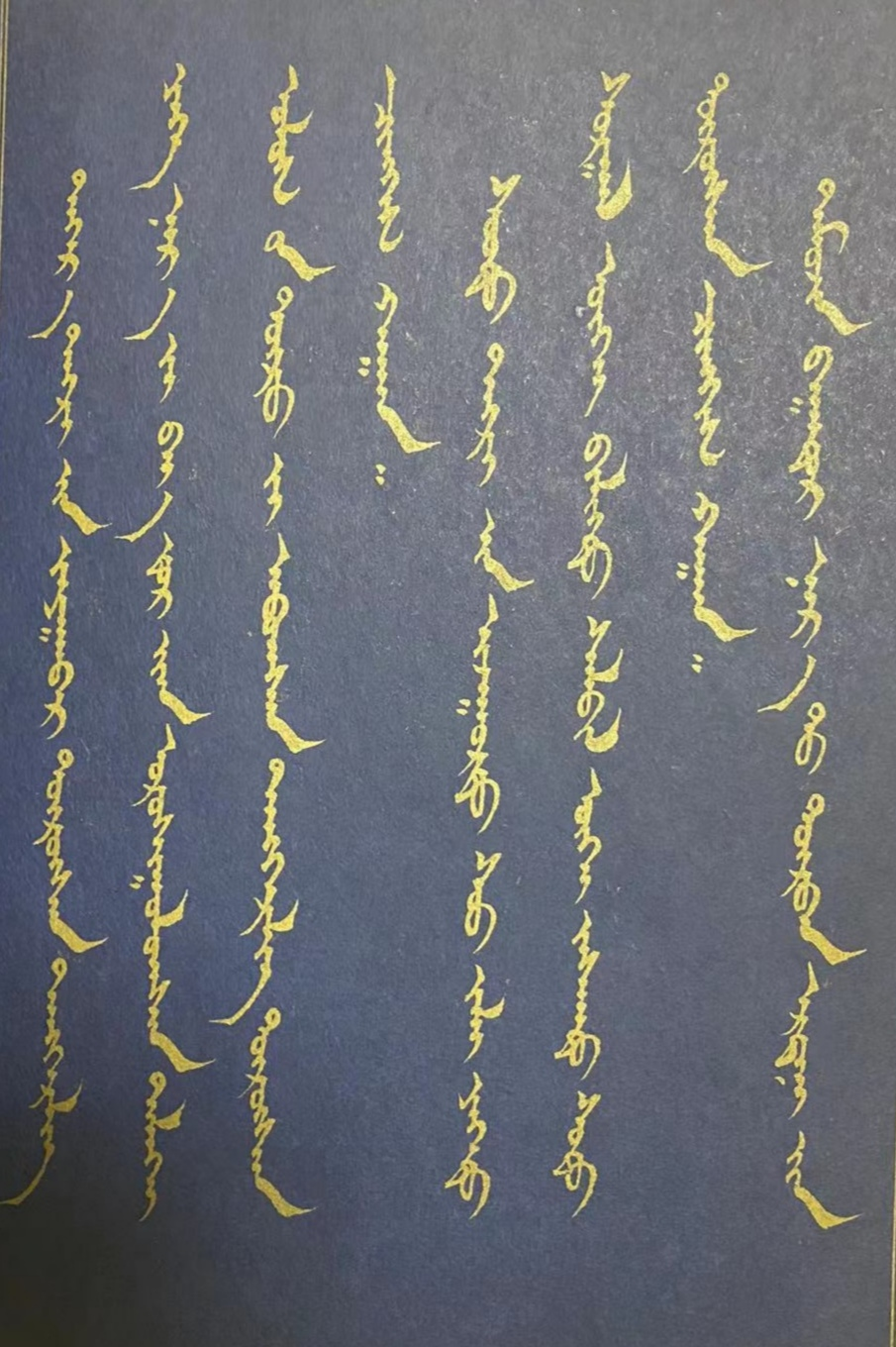
Mongolische Goldene Schrift (neu)

Nach der Weißen Geschichte der Mongolen wurde das mongolische Goldene Buch zum Tschingis-Khan-Kult in der Roten Geschichte ulaɣan teüke während der Yuan-Dynastie auf den Befehl des Kublai Khans niedergeschrieben, aber der Öffentlichkeit nicht zugänglich gemacht. Außer den Darqad, die seit der Yuan-Dynastie bis heute für die Zeremonien des Kultes der Acht Weißen Heiligen Jurten in Ordos verantwortlich und dessen Opferführer sind, durften andere bis zum Anfang des 19. Jahrhunderts dieses Buch nicht lesen. Nach späteren Versionen kann man feststellen, dass die Regelungen zum Tschingis-Khan-Kult und des Kultes der Banner sülde vor allem in diesem Buch niedergeschrieben wurden. Die späteren Versionen des Goldenen Buches, die als Hauptquellen zum Tschingis-Khan-Kult dienen, werden an folgenden Orten aufbewahrt:
- Das von Antoine Mostaert 1909 im Jung-Gar-Banner in Ordos gefundene und von Henry Serruys 1984 veröffentlichte Goldene Buch mit dem Titel „Das Heft für die Zeremonie, die Ordnung und Beamten der Segenswünsche der Heiligen [Činggis Qaɣan]“ Boɣda-yin irügel-ün yamu yosu ǰang üile-yin debter befindet sich[5] heute in der vatikanischen Bibliothek in Rom Italien (TKK im Kapitel 2. 2. 8.).
- Die von Zyben Schamzarano 1910 im Ejinhoro-Banner kopierte Fassung des Goldenen Buches  wird heute im Orientalischen Institut der Akademie der Wissenschaften in St. Petersburg (Russland) aufbewahrt (TKK im Kapitel 2. 2. 6.).
- Die von S. D. Dylykow, 1956 kopierten Fassungen dreier unterschiedlicher Goldener Bücher, die mit dem Titel „ÄǰEN-XORO“ veröffentlicht wurden (TKK im Kapitel 2. 2. 10.).
- Die von Bjambyn Rintschen 1959 veröffentlichten Materialien des Goldenen Buches, die 1956 von Bjambyn Rintschen im Ejinhoro-Banner kopiert wurden (TKK im Kapitel 2. 2. 11.).
- Das Goldene Buch, das Tsendiin Damdinsüren 1956 im Ejinhoro-Banner abgeschrieben und fotografiert hat. Diese Version wird heute in der Staatsbibliothek in Ulaanbaatar (Mongolei) aufbewahrt.[6]
- Das von Sayinǰirɣal und Šaraldai herausgegebene Buch „Die Opfer des Goldenen Palastes“ altan ordun-u tayiɣ-a, das eine weitere Fassung des Goldenen Buches darstellt.
- Fünf verschiedene Manuskripte über den Tschingis-Khan-Kult im Archivinstitut in Dongsheng in Ordos in der Inneren Mongolei (Sie sind noch nicht veröffentlicht.).
- Das Manuskript des Goldenen Buches von Dorongɣ-a, das im Institut der Sozialwissenschaften der Inneren Mongolei in Hohhot aufbewahrt wird.[7]

## Inhalt
- Alle Regelungen zum Kult des Schwarzen Sülde-Banners von Činggis Qaɣan und der Acht Weißen Jurten.
- Die Lieder in der ”Himmlischen Sprache” tngri-yin kele[8].
- Die Großen Lobpreisungen der bedeutendsten historischen Personen in der Geschichte der Mongolen yeke öčig und die Verteilung des Großen Opferfleisches yeke tügel.
- Das Geheimopfer der Borǰigin-Familie von Činggis Qaɣan ɣarli takilɣ-a.
- Die Aufgaben der Darqad (Darkhad).
- Unbekannte Inhalte, die von den Darqad (Darkhad) noch nicht zugänglich gemacht wurden. Über die unbekannten Inhalte des Goldenen Buches berichtet Bjambyn Rintschen: „Der alte Ajur teilte mir mit, daß im Schrein von Tschinggis-Khan sich ein altes Manuskript befindet, das noch niemand geöffnet habe, weil ein jeder, der es eigenmächtig öffnet, erblinden müsse.... Ulanfu, das Haupt der Regierung des Autonomen Bezirks der Südmongolei, der an der Überführung der Reliquien teilgenommen hatte, erzählte mir, daß es ihm gelungen wäre, eine geeignete Gelegenheit wahrzunehmen und das Manuskript ohne Wissen der Darchaten einige Minuten in seine Hände zu bekommen - allein, das Schriftstück konnte von niemanden der  Anwesenden entziffert werden. Sie sahen, dass in diesem mongolischen Manuskript einzelne Buchstaben und Worte enthalten waren, doch sie konnten keine einzige Zeile entziffern. Wahrscheinlich war dies ein sehr altes Manuskript, so dass Personen, die in der mongolischen Paläographie nicht bewandert waren, dasselbe nicht lesen konnten. Vielleicht stellt es den Text der Geheimen Geschichte der Mongolen, oder des Goldenen Buches altan depter dar.“

## Forschungen
- L. Qurčabaɣatur Oonos Čoɣtu[9]

## Überlieferung
Das Goldene Buch wurde in verschiedenen Zeiten in unterschiedlichen Handschriften überliefert. Es heißt auch Goldenes Heft (altan debter). Das Goldene Buch wurde stets in einem Schrein in der Heiligen Jurte Čomuɣ von Dschingis Khan verschlossen. Es gab und gibt verschiedene Fassungen des Goldenen Buches:
1. Das Goldene Buch, das während der Zeit der Yuan-Dynastie verfasst wurde. Das kann man mit Hilfe des „Goldenen Gesetzbuches zum Kult des Heiligen Dschingis Khan“ von Kublai Khan feststellen. Über das Goldene Buch schrieb Sayinǰirɣal: „Das Goldene Buch wurde in der Zeit des Kublai Khan aus der Yuan-Dynastie niedergeschrieben und das Gelbe Buch, das Goldene Heft, das Goldene Buch genannt. Es wurde über sechshundert Jahre hinweg bis zum Ende des 19. Jahrhunderts von verschiedenen Dynastien mehrmals verfasst, abgeschrieben und überarbeitet. Das ist eine der wichtigsten Quellen über den Ursprung der Mongolen.“.
2. Das Goldene Buch, das in der Zeit Toghan Timurs (1332–1370) in Dayidu, der Hauptstadt der damaligen Mongolei, niedergeschrieben wurde, ist eine der ältesten Versionen.
3. Das Goldene Buch, das am Hof von Altan Khan (1507–1582) verfasst wurde.
4. Das Goldene Buch aus der mandschurischen Qing-Dynastie (1663, zweite Fassung 1723).
5. Das Goldene Buch, das von Jamiyang Wang überarbeitet wurde.

Obwohl es unterschiedliche Fassungen des Goldenen Buches gibt, gleichen sich die darin erwähnten Regelungen in Bezug auf den Tschingis-Khan-Kult und den Kult der Banner-Sülde entsprechend. Viele Fassungen sind während der Moslemaufstände von 1866 und in der Zeit der chinesischen Kulturrevolution im Ejinhoro-Banner in der Inneren Mongolei verbrannt und vernichtet worden.